# Kilimanjaro
Kilimanjaro är med sina tre vulkaniska koner Kibo, Mawenzi och Shira Afrikas högsta berg. Det reser sig 5 895 meter över havet. Berget ligger i norra Tanzania och är en utslocknad vulkan. Det är även världens högsta fristående berg, det vill säga ett berg som inte ingår i någon bergskedja.
Den högsta av Kilimanjaros vulkankoner är Kibo. Den högsta toppen på Kibo heter Uhuru Peak, vilket betyder "frihet" på swahili. Uhuru-toppen är Afrikas högsta naturliga punkt och ingår därför i kontinentbegreppet "De sju topparna". Den bestegs första gången den 6 oktober 1889 av Yohanas Kinyala Lauwo, Hans Meyer och Ludwig Purtscheller. Bergets näst högsta topp är Mawenzi (även känd som Mawensi, Mvensi och Kimavensi) som är 5 149 m hög och Afrikas tredje högsta punkt. Den tredje och lägsta toppen är Shira som är på ungefär 3 962 meter.
Vid Kilimanjaros topp finns en glaciär som håller på att smälta bort. Skälet till detta är omdebatterat. Vissa studier menar att det beror på ovanligt låg nederbörd, medan andra menar att den globala uppvärmningen ligger bakom och pekar på att en torrperiod för 4 200 år sedan inte smälte bort isen. Berget kan bestigas utan erfarenhet av bergsbestigning men det är inte helt ofarligt. Det låga lufttrycket som den höga höjden innebär kan framkalla allvarlig höjdsjuka. Stora klippblock har dessutom dödat turister vid flera tillfällen då blocken rasat ner på grund av att glaciären smälter.
Bergsmassivet bär en tät vegetation upp till 4 500 meter över havet. I de nedre delarna, där nederbörden är ringa, består vegetationen mest av taggbärande växter eller ren stäppvegetation. Mellan 1 300 meters och 3 000 meters höjd är växtligheten rent tropisk. Ovanför 3 000 meters höjd finns gräsmark som i sin tur, vid 4 500 meter, efterträds av kala stenbäddar och lavafält med sträckor av lös sand.

## Topografi

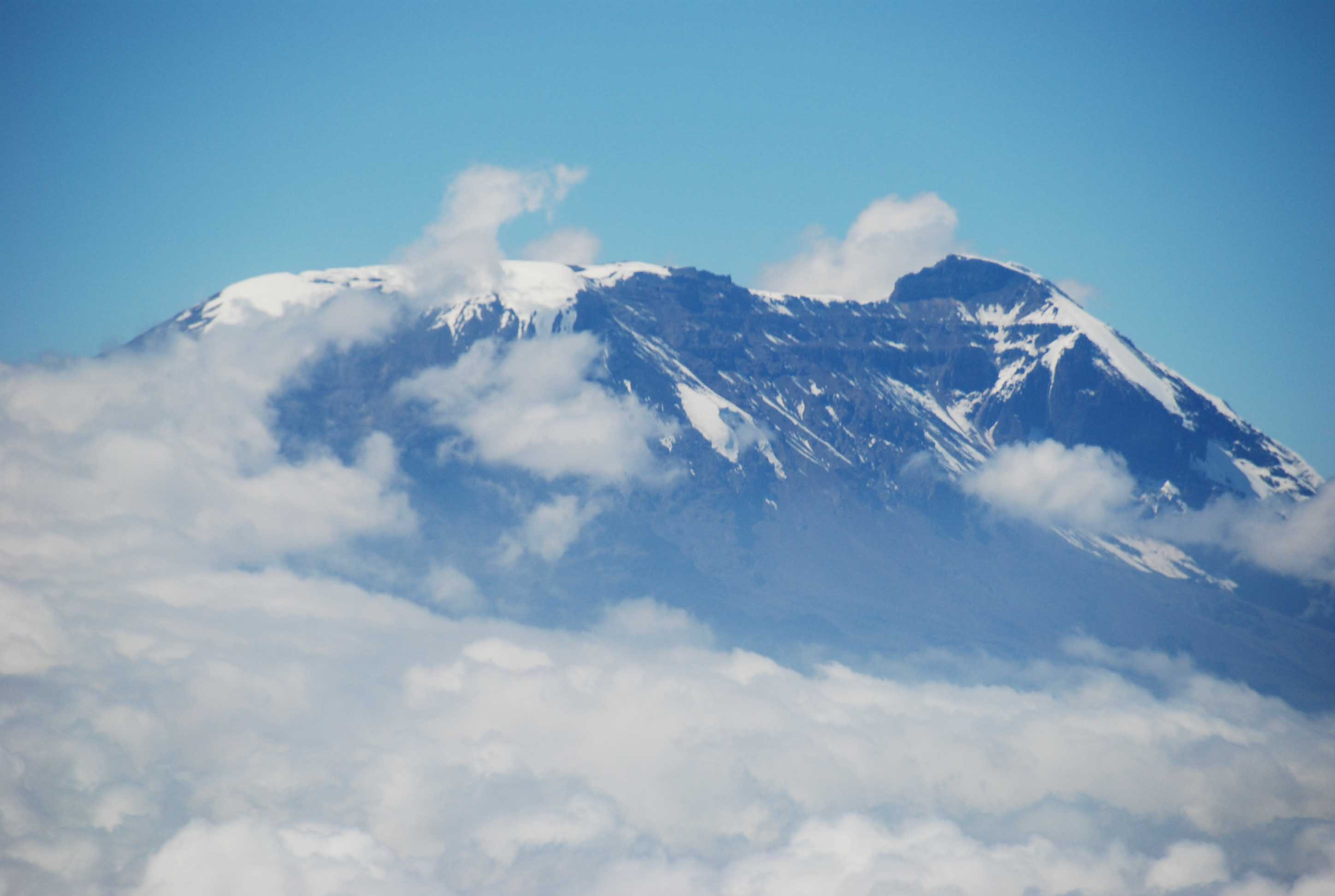
Kilimanjaro från luften juli 2007.

Kilimanjaros högsta punkt är Uhuru Peak på vulkanen Kibo. Dess höjd rönte ett stort intresse när rapporterna från de första européerna som sett berget nådde Europa. Sedan 1889 har det gjorts flera försök att fastställa den exakta höjden på berget, men de många metoderna har gett varierande resultat och skiljer sig med så mycket som 100 meter. The Kilimanjaro 2008 Precise Height Measurement Expedition använde GPS och gravimeter för att få fram höjden på 5 891,8 meter. På toppen av Kibo finns en 2,4 km bred krater. Då toppen är den högsta i Afrika är den en av De sju topparna. Toppen nåddes första gången av Yohanas Kinyala Lauwo, spanare i Marangu army, tysken Hans Meyer och österrikaren Ludwig Purtscheller den 6 oktober 1889. De två andra topparna är också vilande vulkaner. Mawenzi är med sina 5 149 meter över havet den tredje högsta toppen i Afrika, efter Mount Kenya. Kilimanjaros tredje topp Shira når 3 962 meter över havet. Yohanas' Notch är uppkallad efter Lauwo.
På grund av Kilimanjaros placering vid ekvatorn och dess höga höjd är så gott som samtliga klimatzoner representerade på berget inklusive en snötäckt topp året runt.
Kilimanjaros topp har GSM-täckning och var tidigare den högsta punkten i världen med tillgång till mobiltelefontjänster.

## Namn
Det är inte känt varifrån namnet Kilimanjaro kommer men det finns ett flertal teorier. Europeiska upptäcktsresande hade antagit namnet 1860 och rapporterat att namnet var bergets swahiliska namn. De påstod att Kilimanjaro består av Kilima (swahili för "kulle, lite berg") och Njaro, vars förmodade ursprung varierar i de olika teorierna. Enligt några teorier är det ett gammalt swahiliskt ord för vit eller lysande. Enligt andra teorier har den sista delen av namnet ett icke-swahiliskt ursprung i form av ordet jaro som betyder karavan. Ett problem med dessa teorier är att de inte kan förklara varför diminutivet kilima används i stället för det korrekta ordet för berg, mlima. Ett annat synsätt är att anta att namnet kommer från Kichaggans kilmanare eller kileajao som betyder "det som besegrar fågeln/leoparden/karavanen". Emellertid kan denna teori inte förklara det faktum att Kilimanjaro aldrig användes i Kichaggan innan mitten av 1800-talet.
Under 1880-talet blev berget, kallat Kilmanscharo i tyskan, en del av Tyska Östafrika. Detta sedan Carl Peters övertalat lokala hövdingar till att underteckna flera fördrag. Historien att drottning Victoria gav berget till Wilhelm II är inte sann. Under 1889 kallades Uhuru Peak på Kibo för Kaiser-Wilhelm-Spitze. Detta namn användes i Tyska imperiet fram tills imperiets nederlag 1918 då landet blev det av Storbritannien styrda Tanganyika.

## Flora och fauna

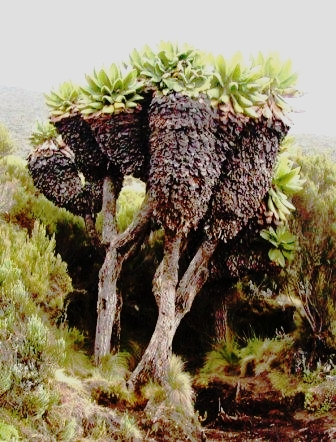
Jättekorsört Dendrosenecio kilimanjari

Kilimanjaro har en unik växtlighet såsom jättekorsört i tuvgröe och andra växter som likt denna alla anpassats till att leva i alpin miljö.
Jättekorsörter, Senecio spp., över sex meter hittas bara i alpina bältet på östafrikanska berg, vilket den svenske botanikern Olov Hedberg konstaterade. Jättekorsörternas markanta avsteg från vanliga senecior tilldelade dem det särskilda subsläktet "Dendrosenecio". De har nära meterlånga blad i stor rosett på grenfattiga och hos somliga arter arborescenta, trälika, stammar. Dendrosenecio kilimanjari är endemisk för Kilimanjaro.
Kilimanjaro har en stor variation av skogstyper över ett höjdintervall på 3000 meter som innehåller över 1 200 kärlväxtsarter. Montane Ocotea-skog träffar man på vid den våta sydsluttningen. Cassipourea- och enskogar växer på den torra norra sluttningen. Subalpina Erica-skogar på 4 100 meter över havet representerar de högst belägna moln-skogarna i Afrika. I motsats till denna enorma biologiska mångfald är graden av endemism låg. Skogsrelikter i de djupaste dalarna av det odlade låglandet tyder på att en rik skogsflora beklädde Kilimanjaro i det förflutna med områdesspecifika arter som i övrigt bara är kända från de östra kedjebergen. Den låga graden av endemism på Kilimanjaro kan bero på att lägre belägen skog förstörts snarare än på bergets relativt unga ålder. Ett annat inslag i skogarna på Kilimanjaro är avsaknaden av en bambuzon, något som anträffas på alla andra höga berg i östra Afrika med en lika hög nederbörd. Sinarundinaria alpina-stånd uppskattas av elefanter och bufflar. På Kilimanjaro förekommer dessa megaherbivorer på nordsluttningarna där det är för torrt för en stor bambuzon att utvecklas. Megaherbivorerna är utestängda från den våta sydsluttningens skog av topografin och de människor som har odlat runt bergets fot i minst 2000 år. Detta samspel av biotiska och abiotiska faktorer kan inte bara förklara avsaknaden av en bambuzon på Kilimanjaro utan erbjuder också möjliga förklaringar till de observerade mönstren av mångfald och endemism. Kilimanjaros skogar kan därför fungera som ett slående exempel på den stora och långvariga påverkan av både djur och människor på det afrikanska landskapet.

## Kilimanjaros bestigningsrutter
Det finns flera bestigningsrutter att använda vid bestigning av Kilimanjaro. Dessa är Marangu, Rongai, Lemosho, Shira, Umbwe och Machame. Av alla rutter är Machame den i särklass mest natursköna och brantaste vägen uppför berget och kan bestigas på sex eller sju dagar. Rongai är det enklaste campingvägen och även Marangu är lätt och där sker boendet i hyddor. Som ett resultat av boendet och av att uppstigningen samt nedstigningen är desamma brukar Marangu vara väl använd.
Personer som vill bestiga Kilimanjaro uppmanas att vidta lämpliga efterforskningar, samt se till att de är väl förberedda både vad gäller utrustning och fysik. Trots att klättringen är tekniskt mycket enkel gör höjden och den låga temperaturen bestigningarna svåra och farliga. Acklimatisering är viktigt och även då drabbas de flesta bestigare av höjdsjuka. Ungefär tio klättrare dör av detta varje år tillsammans med ett okänt antal lokala bärare. Siffror för bärarna antas ligga på mellan tio och tjugo. Kilimanjaros topp ligger gott och väl över den höjd då höghöjdslungödem (HAPE) och cerebralt höghöjdsödem (HACE) kan inträffa. Alla klättrare lider av betydande obehag, oftast av syrebrist, hypotermi och huvudvärk. Även om de flesta unga vältränade människor kan bestiga Uhurus topp bryter ett stort antal bestigare sina bestigningsförsök på en låg höjd.
Höghöjdsklättringsklubbarna har kritiserat Tanzanias myndigheter för att dessa tar ut avgifter på basis av hur många dagar som tillbringas på berget. Detta kan uppmuntra klättrare till att klättra snabbt för att spara tid och pengar. En korrekt acklimatisering kräver däremot att tid avsätts i varje klättringsförsök på hög höjd.
Tanzaniska Medical Services runt om berget har nyligen uttryckt sin oro för den nuvarande tillströmning av turister som uppenbarligen uppfattar Kilimanjaro som en lätt bergsbestigning. Många behöver betydande vård under sina försök och många tvingas överge sina bestigningsförsök. En utredning i frågan drog slutsatsen att turister som besöker Tanzania ofta blev uppmuntrade till att delta i klättringsgrupper uppför berget. Detta utan turisterna blev uppmärksammade på de stora fysiska krav som bestigningen ställer.

## Kartläggning
|  |  |  |
|  |  |  |

Tidiga bra kartor över Kilimanjaro publicerades av British Government's Directorate of Overseas Surveys (DOS 422 Y742) år 1963. Dessa var baserade på flygfoton tagna så tidigt som 1958 av RAF. Kartorna hade skalan 1:50 000 och en ekvidistans på cirka 30 meter (100 feet). Dessa kartor finns inte längre tillgängliga. Turistkartor publicerades första gången av Ordnance Survey i England år 1989 baserade på den ursprungliga DOS-kartläggning (1:100 000, 100 feet ekvidistans DOS 522). Dessa finns inte heller tillgängliga längre. År 1990 tog EWP fram en karta med turistinformation (1:75 000, 100 feet ekvidistans, infällda kartor över Kibo och Mawenzi med skalor på 1:20 000 och 1:30 000 och med 50 feet ekvidistans). Den kartan uppdateras regelbundet och finns nu i en fjärde upplaga. Under de senaste åren har många andra kartor i varierande kvalitet blivit tillgängliga.

## Rekord
- Snabbaste bestigningen (man): Karl Egloff, 4 timmar och 56 minuter, 2014.[15] Tidigare rekord: Kilian Jornet, 5 timmar, 23 minuter och 50 sekunder, 2010.[16] Sean Burch, 5 timmar, 28 minuter och 58 sekunder, 2005.

- Snabbaste bestigningen (kvinna): Kristina Schou Madsen, 6 timmar, 52 minuter och 54 sekunder, 2018.[15] Tidigare rekord: Fernanda Maciel, 7 timmar och 8 minuter, 2017. Anne-Marie Flammersfeld, 8 timmar och 52 minuter, 2015. Debbie Bachmann, 11 timmar och 52 minuter, 2011. Rebecca Rees-Evans, 13 timmar, 16 minuter och 37 sekunder, 2005.[17]

- Snabbaste bestigningen och nedstigning: Karl Egloff, 6 timmar, 42 minuter och 24 sekunder, 2014.[18][15]

- Yngsta personen till toppen: Coaltan Tanner, 6 år, 1 månad och 4 dagar, 2018.[15] Tidigare rekord: Cash Callahan, 7 år, 2018.[15] Keats Boyd, 7 år, 2008.[19]
- Äldsta personen till toppen: Anne Lorimor, 89 år och 37 dagar, 2019.[15] Äldsta man: Fred Distelhorst, 88 år, 2017.[15]